# Madon
Pour les articles homonymes, voir Madon (homonymie).
Le Madon est une rivière française du Grand Est née dans les collines de la Vôge et un affluent gauche de la Moselle, donc un sous-affluent du Rhin. Il s'écoule vers le nord, baignant les départements des Vosges et de Meurthe-et-Moselle.

## Géographie

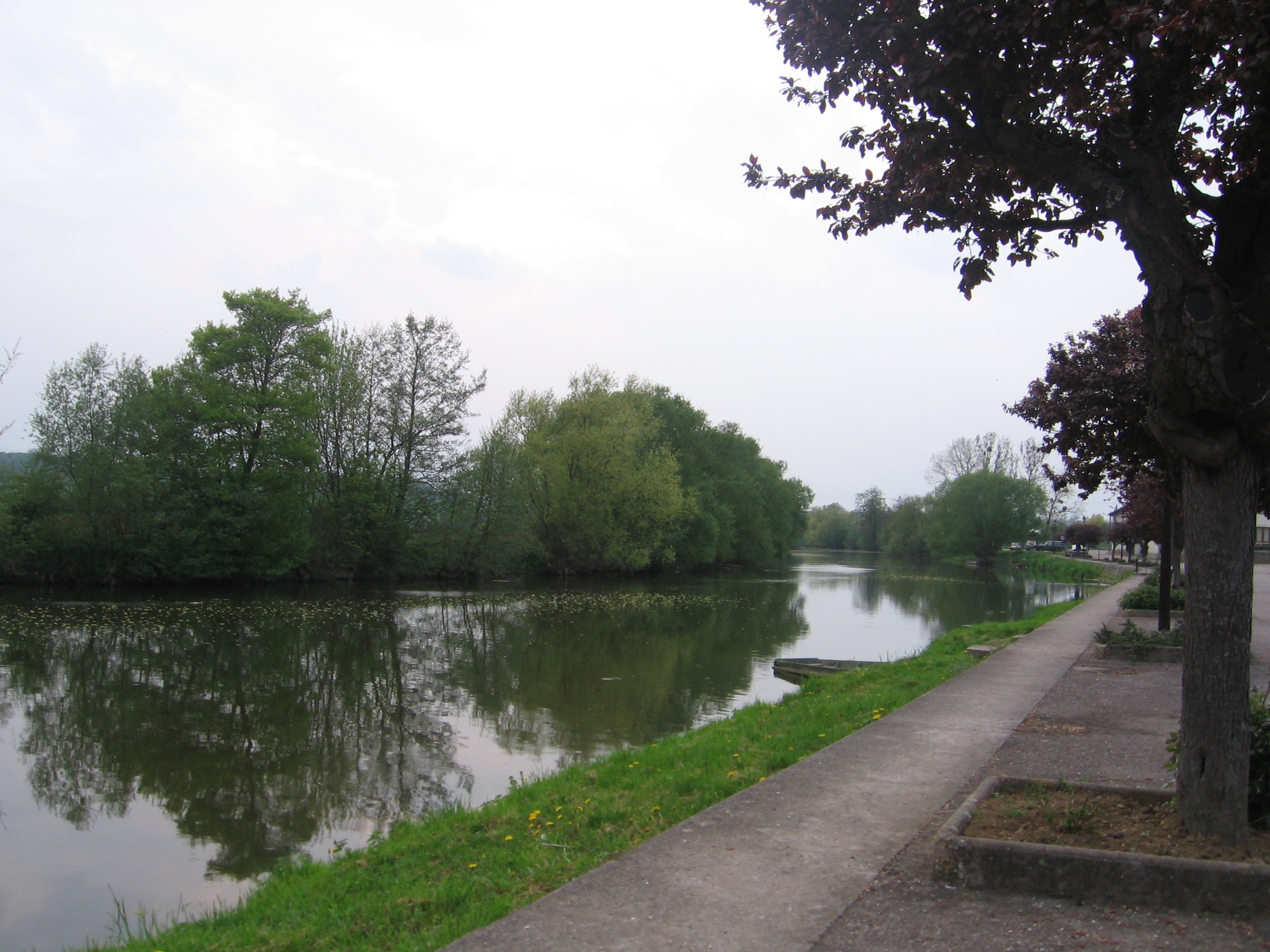
Le Madon près d'Haroué.

La longueur de son cours est de 96,9 km.
La source du Madon est située dans le vallon de Saint-Martin, à 410 m d'altitude, au pied du Ménamont, point culminant des monts Faucilles. Le premier gué, sur la voie romaine de Langres au Donon, a donné son nom au Void d'Escles. Bainville-aux-Saules, Mirecourt, Haroué et Pulligny sont les principales localités traversées. Après avoir serpenté au travers des plateaux du Xaintois et du Vermois, la rivière rejoint la Moselle en rive gauche à Pont-Saint-Vincent, dans la banlieue sud-ouest de Nancy.
À Ambacourt, à deux kilomètres en aval de Mirecourt, la qualité de l'eau permet d'abriter une petite colonie de castors.

### Communes et cantons traversés
Dans les départements de Meurthe-et-Moselle et des Vosges, le Madon traverse quarante-sept communes.

## Hydronymie
Le nom de la rivière est attesté sous les formes Maudum (1240) ; Maudum (1250).

Madon est un hydronyme gaulois signifiant « cours d'eau, eau courante ». A rapprocher du nom du Rupt (Ru) du Mad, à rattacher à la racine mad « mouiller, ruisseler ».

### Toponymes
Le Madon a donné son hydronyme aux quatre communes suivantes de Bainville-sur-Madon, Vomecourt-sur-Madon, Pont-sur-Madon, Marainville-sur-Madon.

### Bassin versant
Le Madon traverse dix-neuf zones hydrographiques.

## Affluents
La Madon a quarante-cinq affluents référencés.
Ses principaux affluents sont :
- l'Illon ;
- la Gitte de rang de Strahler quatre ;
- la Saule ;
- le Val d'Arol ;
- le Colon ;
- le Brénon.

Donc son rang de Strahler est de cinq.

## Hydrologie
Le Madon est une rivière assez abondante, comme tous les cours d'eau issus de la partie sud de la région Grand Est.

### La Madon à Pulligny
Son débit a été observé sur une période de quarante quatre ans (1964-2007), à Pulligny, localité du département de Meurthe-et-Moselle située à l'entrée de Nancy peu avant son confluent avec la Moselle. Le bassin versant de la rivière y est de 940 km2 (soit plus de 90 % de sa totalité qui fait 1 032 km2).
Le module de la rivière à Pulligny est de 10,6 m3/s.
Le Madon présente des fluctuations saisonnières de débit très marquées, comme bien souvent dans l'est de la France, avec des hautes eaux d'hiver portant le débit mensuel moyen à un niveau situé entre 16,2 et 21,3 m3/s, de décembre à mars inclus (avec un maximum en janvier), et des basses eaux d'été, de fin juin à début octobre, avec une baisse du débit moyen mensuel jusqu'à 2,88 m3/s au mois d'août. Mais les fluctuations sont bien plus prononcées sur de courtes périodes.

### Étiage ou basses eaux
À l'étiage, le VCN3 peut chuter jusque 0,83 m3/s, en cas de période quinquennale sèche, ce qui est assez bas, mais parfaitement normal sur le plateau lorrain.

### Crues
Les crues peuvent être très importantes. Les QIX 2 et QIX 5  valent respectivement 150 et 210 m3/s. Le QIX 10 est de 250 m3/s, le QIX 20 de 290 m3/s et le QIX 50 de 340 m3/s.
Le débit instantané maximal enregistré à la station a été de 273 m3/s le 4 octobre 2006, tandis que la valeur journalière maximale était de 227 m3/s le 30 décembre 2001. En comparant la première de ces valeurs à l'échelle des QIX de la rivière, il ressort que cette crue d'octobre 2006 n'était même pas vicennale, et donc pas du tout exceptionnelle.
Pour se faire une idée de l'importance de ces débits, on peut les comparer à un des affluents de la Seine au sud-est de Paris, le Loing, réputé jadis pour ses débordements, et quelque peu régularisé depuis. Le QIX 10 du Loing en fin de parcours vaut seulement 190 m3/s (contre 250 pour le Madon) et son QIX 50 se monte à 270 m3/s (contre 340 pour le Madon). Ainsi malgré un bassin plus de quatre fois moins étendu et un débit moyen d'à peu près la moitié, le volume des crues du Madon l'emporte largement sur celles du Loing.
Les crues les plus importantes se produisent au printemps, quand le radoucissement des températures provoque la fonte des neiges sur des dénivelés importants, le déstockage rapide de cette eau survenant généralement sur des sols déjà gorgés d'eau en aval, un peu à l'image de ce qui se constate sur la Saône, qui prend sa source à quelques kilomètres du Madon.

### Lame d'eau et débit spécifique
Le Madon est une rivière abondante, alimentée par des précipitations elles aussi abondantes, dans la région du massif de la Vôge et des monts Faucilles notamment. La lame d'eau écoulée dans son bassin versant est de 356 millimètres annuellement  ce qui est assez élevé, supérieur à la moyenne d'ensemble de la France, mais inférieur à la moyenne de la totalité du bassin français de la Moselle (445 millimètres à Hauconcourt, en aval de Metz). Le débit spécifique de la rivière (ou Qsp) atteint le chiffre de 11,2 litres par seconde et par kilomètre carré de bassin.

## Aménagements et écologie
Peu d'aménagements sur cette rivière, hormis les biefs qui amenaient une partie de l'eau aux moulins, moulins destinés à la meunerie, les scieries voire la production d'électricité pour une consommation locale, installations dont certaines étaient encore opérationnelles dans les années 1970.